# ريان كيسي
ريان كيسي (بالإنجليزية: Ryan Casey)‏ (3 يناير 1979 بكوفنتري في المملكة المتحدة - ) هو لاعب كرة قدم أيرلندي في مركز الظهير. شارك مع منتخب جمهورية أيرلندا تحت 19 سنة لكرة القدم. أما مع النوادي، فقد لعب مع باتريك أتلتيك وسوانزي سيتي ونادي كورك سيتي ولونغفورد تاون ‏ وMelbourne Knights FC ‏ ونادي غالواي ‏ وأثلون تاون ‏.

## وصلات خارجية
- ريان كيسي على موقع الاتحاد الدولي (مؤرشف)  (الإنجليزية)
- ريان كيسي على موقع قاعدة بيانات كرة القدم.إي يو (الإنجليزية)
- ريان كيسي على موقع Soccerbase.com (لاعب) (الإنجليزية)